# 京都国際映画祭
京都国際映画祭（きょうとこくさいえいがさい、英称 KYOTO INTERNATIONAL FILM AND ART FESTIVAL）は、2014年に創設された、京都市で開催される映画祭。

## 概要
前身の「京都映画祭」を引き継ぎつつ、映画のみならず、アート、パフォーマンス、工芸、演芸も対象にイベントを開催する。
第1回開催の実行委員長には中島貞夫、総合プロデューサーは奥山和由、アートプランナーにはおかけんたが就任した。
2020年の第7回は新型コロナウイルスの影響でオンラインで開催。2021年の第8回はオンラインと実地をあわせた「ハイブリッド」形式で行われた。

### 部門概要
映画部門
- 牧野省三賞

京都映画祭より継承された賞で、日本映画の創造と発展に寄与した映画人に対して贈られる。
- 三船敏郎賞

京都国際映画祭の創設に伴い、新設された賞。国際的な活躍を期待される俳優に贈られる。
- モスト・リスペクト賞

世界的に著名な俳優や監督を讃え、敬意を払うための賞。
- モスト・リスペクト in Paris賞

京都市とパリ市の友好都市であることから冠された賞。
クリエイターズ・ファクトリー
「映像部門」「アート部門・一般の部」/「アート部門・子どもの部」の3部門から一般公募でされた作品から優秀賞が選出される。
対象は映像、音楽、絵画、写真、アニメ、CG、ファッション、工芸など様々なジャンルにわたり、クリエーターが作品を発表できる環境の提供と才能あるクリエーターの発掘と育成を目的とされている。

## 開催日程と受賞一覧
| 回数  | 開催日程              | 実行委員長 | 牧野省三賞 | 三船敏郎賞 | モスト・リスペクト賞     | モスト・リクエスト in Paris賞 |
| ----- | --------------------- | ---------- | ---------- | ---------- | ------------------------ | ----------------------------- |
| 第1回 | 2014年10月16日 - 19日 | 中島貞夫   | 木村大作   | 役所広司   | クリント・イーストウッド | イレーヌ・ジャコブ            |
| 第2回 | 2015年10月15日 - 18日 | 中島貞夫   | 野上照代   | 仲代達矢   |                          |                               |
| 第3回 | 2016年10月13日 - 16日 | 中村伊知哉 | 篠田正浩   | 阿部寛     |                          |                               |
| 第4回 | 2017年10月12日 - 15日 | 中村伊知哉 | 新藤次郎   | 浅野忠信   |                          |                               |
| 第5回 | 2018年10月11日 - 14日 | 中村伊知哉 | 降旗康男   | 佐藤浩市   |                          |                               |
| 第6回 | 2019年10月17日 - 20日 | 中村伊知哉 | 津川雅彦   | 中井貴一   |                          |                               |
| 第7回 | 2020年10月15日 - 18日 | 中村伊知哉 | 大林宣彦   | 小林稔侍   |                          |                               |
| 第8回 | 2021年10月11日 - 17日 | 中村伊知哉 | 武正晴     | 桐谷健太   |                          |                               |
| 第9回 | 2022年10月15日 - 16日 | 中村伊知哉 | 北大路欣也 | 竹野内豊   |                          |                               |